# Chenon
Chenon est une commune du Sud-Ouest de la France, située dans le département de la Charente (région Nouvelle-Aquitaine).
Ses habitants sont les Chenonais et les Chenonaises.

## Géographie

### Localisation et accès
Chenon est une commune du Nord-Charente, située à mi-chemin entre Mansle et Ruffec le long de la Charente. La commune de Chenon est la plus septentrionale du canton de Mansle.
Le bourg de Chenon est situé à 9 km au nord-est de Mansle, 10 km au sud de Ruffec, et 33 km au nord d'Angoulême.
La route nationale 10 de Paris à Hendaye en forme la limite occidentale sur une distance d'environ un kilomètre ; l'angle sud-ouest est traversé par la D 27, route de Courcôme à Aunac, qui a un échangeur sur la N 10 aux Maisons Rouges.
La gare la plus proche est celle de Ruffec, desservie par des TER et TGV à destination d'Angoulême, Poitiers, Paris et Bordeaux.

### Hameaux et lieux-dits
La population agglomérée de la commune comprend, outre le bourg, les hameaux des Plantins, des Babauds, des Turcats, de la Quessoterie, des Oiseaux, des Petits, des Cajets, des Renons, et des Geais. Tous ces hameaux sont échelonnés le long de la route de Verteuil-sur-Charente à Aunac. Les quelques hameaux de la commune sont :  Grosbout, dans le sud ; Durand, sur la Charente ; les Maisons Rouges, sur la RN 10 et Garnaud.

### Communes limitrophes
|        | Verteuil-sur-Charente | Poursac            |
| Lonnes | Chenon                |                    |
|        |                       | Aunac-sur-Charente |

### Géologie et relief
Géologiquement, la commune est dans le calcaire du Jurassique du Bassin aquitain, comme tout le Nord-Charente. Plus particulièrement, le Callovien occupe la surface communale. Le sol est un calcaire marno-argileux. Des grèzes ou groies du Quaternaire couvrent une petite zone à l'ouest, ainsi que des altérites sous forme d'argile rouge à pisolithes de fer. La vallée de la Charente, à l'est, est couverte par des alluvions dont les plus anciennes ont formé des terrasses comme au bourg,,.
Le relief de la commune est celui d'un bas plateau, d'une altitude moyenne de 100 m, bordé à l'est par la vallée de la Charente, et entaillé de quelques combes, comme la combe de Quessot au nord.
Le point culminant de la commune est à une altitude de 118 m, situé à l'extrémité sud-ouest. Le point le plus bas est à 70 m, situé le long de la Charente en limite sud. Le bourg, construit dans la vallée, s'étage entre 75 et 105 m d'altitude (à la mairie).

### Hydrographie

#### Réseau hydrographique
La commune est située dans le bassin versant de la Charente au sein  du Bassin Adour-Garonne. Elle est drainée par la Charente, l'Argent-Or, qui constituent un réseau hydrographique de 4 km de longueur totale,.
La commune est limitée au nord et à l'est par la Charente dans sa section entre Condac et Mansle, et se trouve entièrement sur sa rive droite. D'une longueur totale de 381,4 km, ce fleuve prend sa source en Haute-Vienne, dans la commune de Chéronnac, et se jette  dans le Golfe de Gascogne, après avoir traversé 117 communes. Le fleuve comporte de petits bras au niveau du bourg, délimitant des îles et irriguant des jardins et peupleraies.
L'Argent-Or, d'une longueur totale de 3 km, prend sa source dans la commune de Saint-Laurent-de-Céris et se jette  dans la Charente sur la commune, après avoir traversé 7 communes.

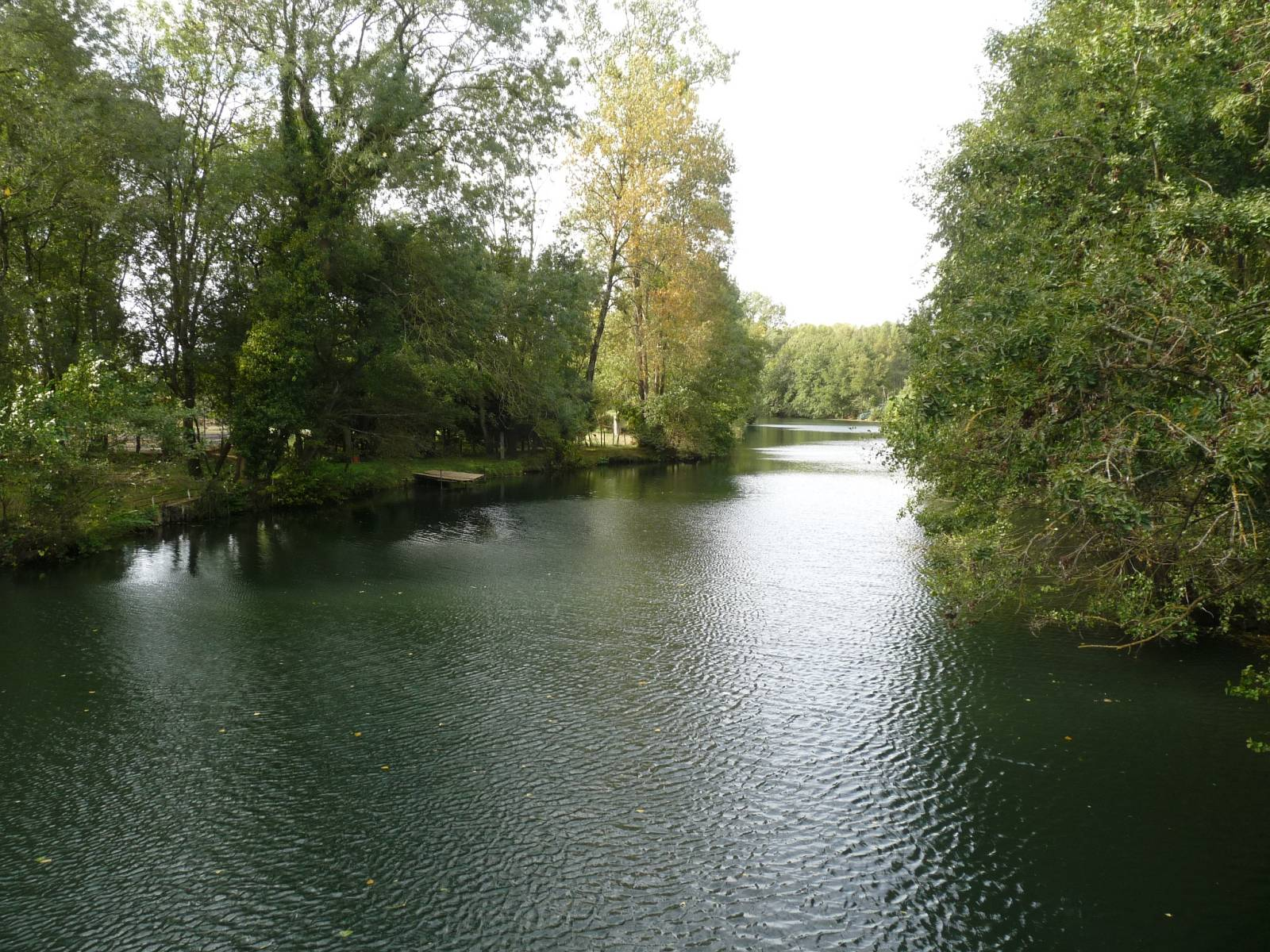
La Charente vue du pont de Chenommet.
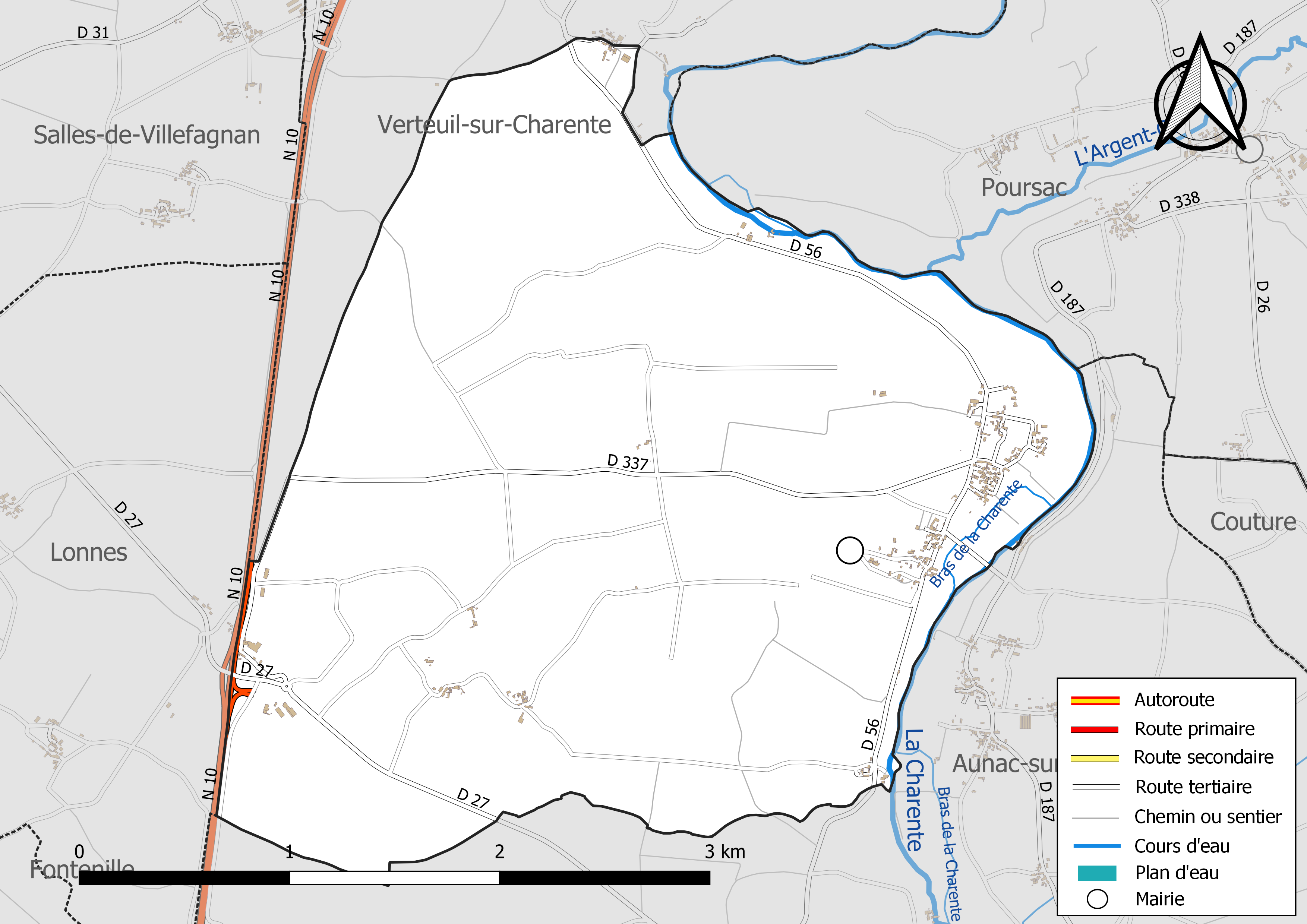
Réseaux hydrographique et routier de Chenon

#### Gestion des eaux
Le territoire communal est couvert par le schéma d'aménagement et de gestion des eaux (SAGE) « Charente ». Ce document de planification, dont le territoire correspond au bassin de la Charente, d'une superficie de 9 300 km2, a été approuvé le 19 novembre 2019. La structure porteuse de l'élaboration et de la mise en œuvre est l'établissement public territorial de bassin Charente. Il définit sur son territoire les objectifs généraux d’utilisation, de mise en valeur et de protection quantitative et qualitative des ressources en eau superficielle et souterraine, en respect des objectifs de qualité définis dans le troisième SDAGE  du Bassin Adour-Garonne qui couvre la période 2022-2027, approuvé le 10 mars 2022.

### Climat
Comme dans les trois quarts sud et ouest du département, le climat est océanique aquitain.

## Urbanisme

### Typologie
Au 1er janvier 2024, Chenon est catégorisée commune rurale à habitat très dispersé, selon la nouvelle grille communale de densité à 7 niveaux définie par l'Insee en 2022.
Elle est située hors unité urbaine et hors attraction des villes,.

### Occupation des sols
L'occupation des sols de la commune, telle qu'elle ressort de la base de données européenne d’occupation biophysique des sols Corine Land Cover (CLC), est marquée par l'importance des territoires agricoles (84,7 % en 2018), en diminution par rapport à 1990 (88,2 %). La répartition détaillée en 2018 est la suivante : 
terres arables (75,5 %), zones agricoles hétérogènes (9,1 %), forêts (8,2 %), zones industrielles ou commerciales et réseaux de communication (3,5 %), zones urbanisées (3,1 %), zones humides intérieures (0,6 %). L'évolution de l’occupation des sols de la commune et de ses infrastructures peut être observée sur les différentes représentations cartographiques du territoire : la carte de Cassini (XVIIIe siècle), la carte d'état-major (1820-1866) et les cartes ou photos aériennes de l'IGN pour la période actuelle (1950 à aujourd'hui).

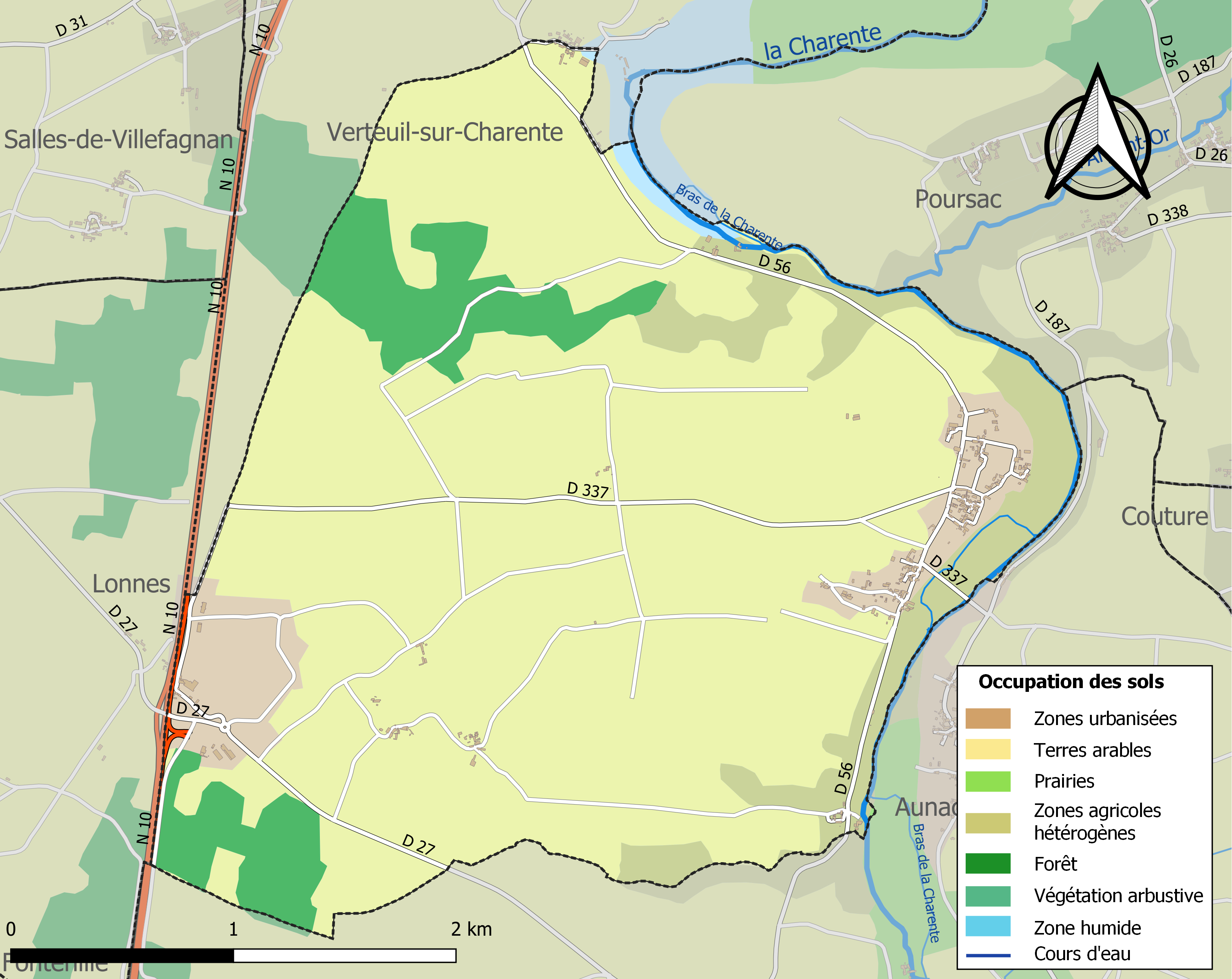
Carte des infrastructures et de l'occupation des sols de la commune en 2018 (CLC).

### Risques majeurs
Le territoire de la commune de Chenon est vulnérable à différents aléas naturels : météorologiques (tempête, orage, neige, grand froid, canicule ou sécheresse), inondations et séisme (sismicité modérée). Il est également exposé à deux risques technologiques,  le transport de matières dangereuses et la rupture d'un barrage. Un site publié par le BRGM permet d'évaluer simplement et rapidement les risques d'un bien localisé soit par son adresse soit par le numéro de sa parcelle.

#### Risques naturels
Certaines parties du territoire communal sont susceptibles d’être affectées par le risque d’inondation par débordement de cours d'eau, notamment la Charente et l'Argent-Or. La commune a été reconnue en état de catastrophe naturelle au titre des dommages causés par les inondations et coulées de boue survenues en 1982, 1983, 1993 et 1999,.

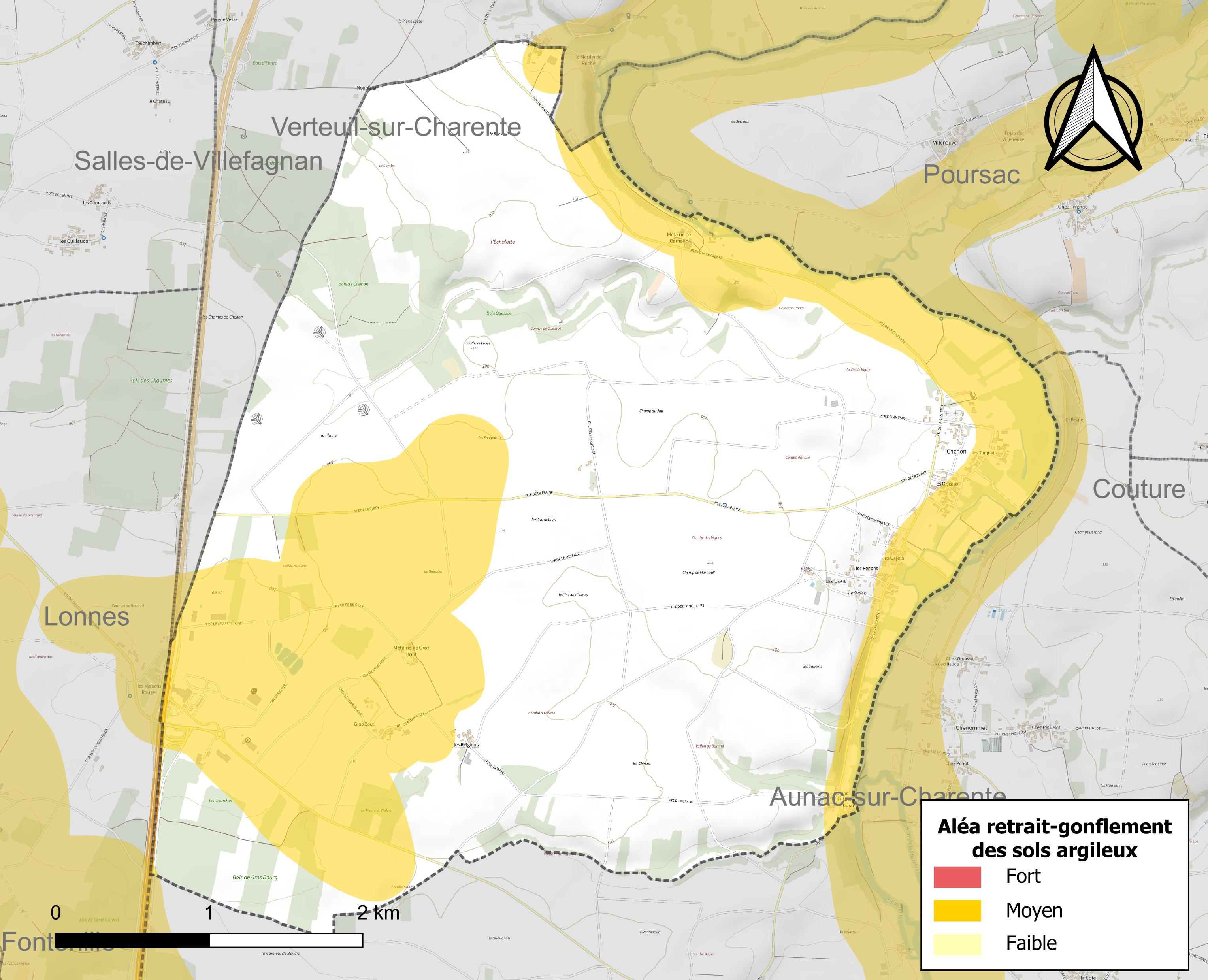
Carte des zones d'aléa retrait-gonflement des sols argileux de Chenon.

Le retrait-gonflement des sols argileux est susceptible d'engendrer des dommages importants aux bâtiments en cas d’alternance de périodes de sécheresse et de pluie. 31,3 % de la superficie communale est en aléa moyen ou fort (67,4 % au niveau départemental et 48,5 % au niveau national). Sur les 110 bâtiments dénombrés sur la commune en 2019,  68 sont en aléa moyen ou fort, soit 62 %, à comparer aux 81 % au niveau départemental et 54 % au niveau national. Une cartographie de l'exposition du territoire national au retrait gonflement des sols argileux est disponible sur le site du BRGM,.
Par ailleurs, afin de mieux appréhender le risque d’affaissement de terrain, l'inventaire national des cavités souterraines permet de localiser celles situées sur la commune.
Concernant les mouvements de terrains, la commune a été reconnue en état de catastrophe naturelle au titre des dommages causés par des mouvements de terrain en 1999.

#### Risques technologiques
Le risque de transport de matières dangereuses sur la commune est lié à sa traversée par une ou des infrastructures routières ou ferroviaires importantes ou la présence d'une canalisation de transport d'hydrocarbures. Un accident se produisant sur de telles infrastructures est susceptible d’avoir des effets graves sur les biens, les personnes ou l'environnement, selon la nature du matériau transporté. Des dispositions d’urbanisme peuvent être préconisées en conséquence.
La commune est en outre située en aval du barrage de Mas Chaban, un ouvrage de classe A. À ce titre elle est susceptible d’être touchée par l’onde de submersion consécutive à la rupture de cet ouvrage.

## Toponymie
Le nom est attesté en 1280 avec la forme latinisée Cenomo.
L'origine du nom de Chenon remonterait à un personnage gallo-romain Canus auquel est apposé le suffixe -magus (champ ou marché), ce qui correspondrait à Canomagus, le « champ de Canus »,.

## Histoire
Le préhistorien charentais Chauvet signalait en 1884 le dolmen de la Grelaudière et d'autres dolmens sur tumulus. Si le dolmen de La Grelaudière fut détruit par son propriétaire en 1896, la nécropole de Chenon, située au Bois de la Roche, a fait l'objet d'une publication. Ces tumuli s'alignaient en direction du sud, jusqu'à la Pierre Levée, et à l'est sur les Coteaux Blancs surplombant la Charente.
Sous l'Ancien Régime, Chenon était un fief dépendant de la baronnie de Verteuil  et qui, depuis le XVe siècle, a appartenu à la famille Desmiers de Chenon; cette famille descendait de Jean Desmiers, seigneur du Breuil, qui vivait au XIIIe siècle. L'un d'eux, Alexandre, fut un compagnon d'armes protestant de Henri de Navarre, futur Henri IV, et, lors de l'abjuration de ce prince, il préféra se retirer dans ses terres que de renier sa religion.
Au début du XXe siècle, il y avait deux moulins sur la Charente, dont l'un a été converti en micro-centrale électrique et fournissait l'éclairage aux communes de Chenon, Aunac et Verteuil.

## Administration

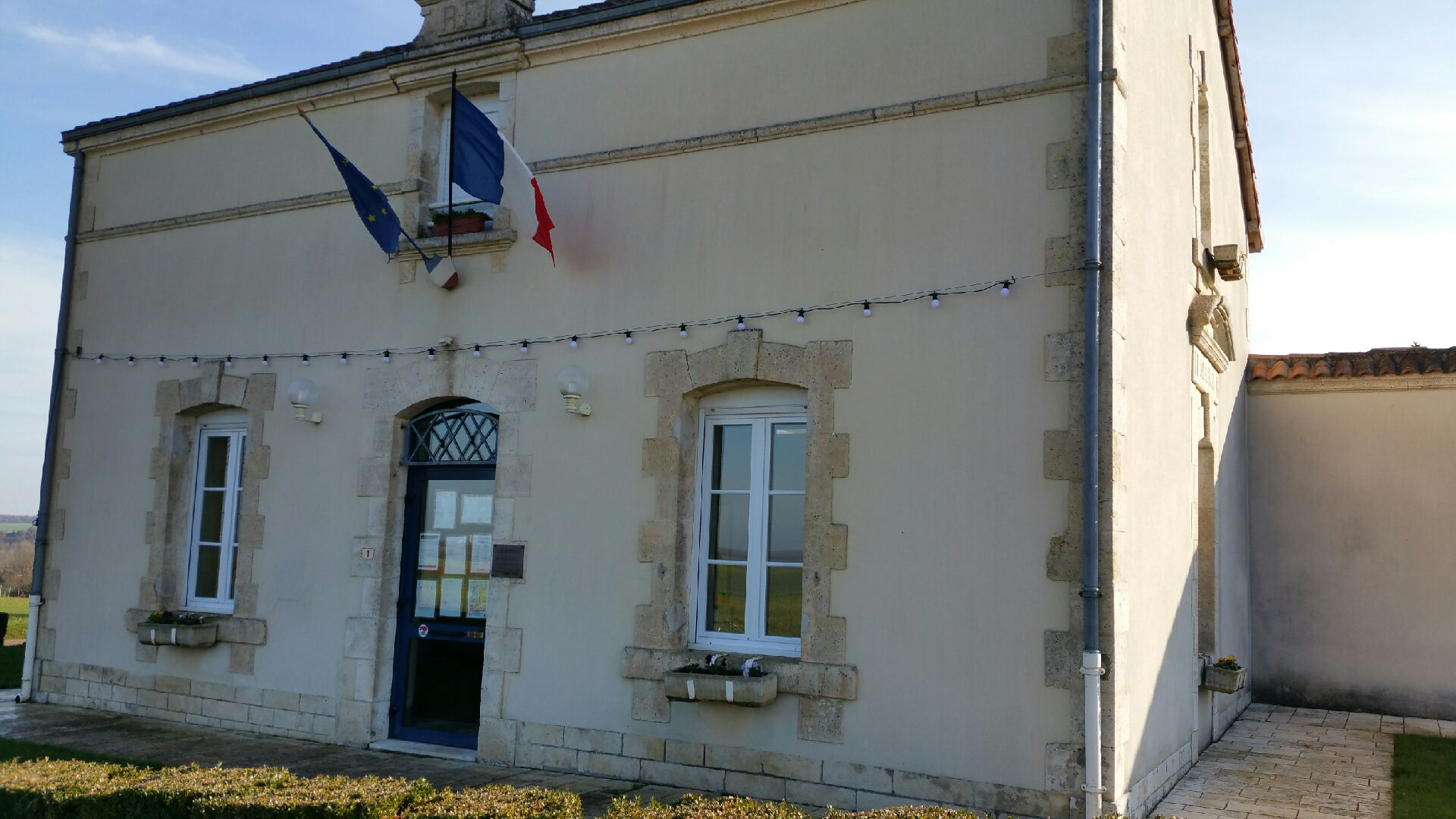
La mairie.

| Période | Période  | Identité         | Étiquette | Qualité                     |
| ------- | -------- | ---------------- | --------- | --------------------------- |
| 1794    | 1795     | André Pérot      |           |                             |
| 1795    | 1796     | Ménard           |           |                             |
| 1796    | 1840     | Pierre Bernard   |           |                             |
| 1840    | 1848     | Pierre Silvestre |           |                             |
| 1848    | 1848     | Daurin           |           |                             |
| 1849    | 1859     | Jean Alligant    |           |                             |
| 1859    | 1884     | Pierre Bonnaud   |           |                             |
| 1884    | 1888     | André Delaprade  |           |                             |
| 1888    | 1900     | Pierre Bernard   |           |                             |
| 1900    | 1918     | Ludovic Pérot    |           |                             |
| 1919    | 1928     | André Dupuis     |           |                             |
| 1928    | 1947     | Félix Lambert    |           |                             |
| 1947    | 1971     | Émile Reignier   |           |                             |
| 1971    | 1989     | Robert Nadaud    |           |                             |
| 1989    | 1989     | Jacques Arignon  |           |                             |
| 1989    | 2001     | Fernand Rainaud  |           |                             |
| 2001    | 2008     | Michel Sicard    |           |                             |
| 2008    | 2014     | Gilles Méral     | SE        | Agent Éducation nationale   |
| 2014    | En cours | Brigitte Vergez  | SE        | Retraitée Fonction publique |

## Démographie

### Évolution démographique
L'évolution du nombre d'habitants est connue à travers les recensements de la population effectués dans la commune depuis 1793. Pour les communes de moins de 10 000 habitants, une enquête de recensement portant sur toute la population est réalisée tous les cinq ans, les populations de référence des années intermédiaires étant quant à elles estimées par interpolation ou extrapolation. Pour la commune, le premier recensement exhaustif entrant dans le cadre du nouveau dispositif a été réalisé en 2005.

En 2022, la commune comptait 125 habitants, en évolution de −8,09 % par rapport à 2016 (Charente : −0,48 %, France hors Mayotte : +2,11 %).
| 1793 | 1800 | 1806 | 1821 | 1831 | 1841 | 1846 | 1851 | 1856 |
| ---- | ---- | ---- | ---- | ---- | ---- | ---- | ---- | ---- |
| 436  | 478  | 521  | 560  | 591  | 507  | 575  | 523  | 505  |

| 1861 | 1866 | 1872 | 1876 | 1881 | 1886 | 1891 | 1896 | 1901 |
| ---- | ---- | ---- | ---- | ---- | ---- | ---- | ---- | ---- |
| 504  | 501  | 428  | 407  | 389  | 398  | 395  | 372  | 346  |

| 1906 | 1911 | 1921 | 1926 | 1931 | 1936 | 1946 | 1954 | 1962 |
| ---- | ---- | ---- | ---- | ---- | ---- | ---- | ---- | ---- |
| 326  | 326  | 283  | 327  | 288  | 294  | 238  | 243  | 217  |

| 1968 | 1975 | 1982 | 1990 | 1999 | 2005 | 2006 | 2010 | 2015 |
| ---- | ---- | ---- | ---- | ---- | ---- | ---- | ---- | ---- |
| 202  | 185  | 178  | 143  | 149  | 157  | 156  | 151  | 138  |

| 2020 | 2022 | - | - | - | - | - | - | - |
| ---- | ---- | - | - | - | - | - | - | - |
| 128  | 125  | - | - | - | - | - | - | - |

### Pyramide des âges
La population de la commune est relativement âgée.
En 2018, le taux de personnes d'un âge inférieur à 30 ans s'élève à 14 %, soit en dessous de la moyenne départementale (30,2 %). À l'inverse, le taux de personnes d'âge supérieur à 60 ans est de 53,2 % la même année, alors qu'il est de 32,3 % au niveau départemental.
En 2018, la commune comptait 63 hommes pour 69 femmes, soit un taux de 52,27 % de femmes, légèrement supérieur au taux départemental (51,59 %).
Les pyramides des âges de la commune et du département s'établissent comme suit.
| Hommes | Classe d’âge | Femmes |
| ------ | ------------ | ------ |
| 1,6    | 90 ou +      | 3,0    |
| 16,4   | 75-89 ans    | 16,4   |
| 36,1   | 60-74 ans    | 32,8   |
| 36,1   | 45-59 ans    | 23,9   |
| 0,0    | 30-44 ans    | 6,0    |
| 1,6    | 15-29 ans    | 11,9   |
| 8,2    | 0-14 ans     | 6,0    |

| Hommes | Classe d’âge | Femmes |
| ------ | ------------ | ------ |
| 1      | 90 ou +      | 2,7    |
| 9,2    | 75-89 ans    | 12     |
| 20,6   | 60-74 ans    | 21,3   |
| 20,7   | 45-59 ans    | 20,3   |
| 16,8   | 30-44 ans    | 16     |
| 15,6   | 15-29 ans    | 13,4   |
| 16,1   | 0-14 ans     | 14,3   |

## Économie

### Agriculture
La viticulture occupe une petite partie de l'activité agricole. La commune est située dans les Bons Bois, dans la zone d'appellation d'origine contrôlée du cognac.

### Entreprises
Plusieurs entreprises sont installées sur la commune (P.M.R, carrosseries Ballet, pièces détachées de machines à vendanger Bourdais S.A), grâce en partie à la proximité de la RN 10, axe Bordeaux - Paris.

## Lieux et monuments

### Le château

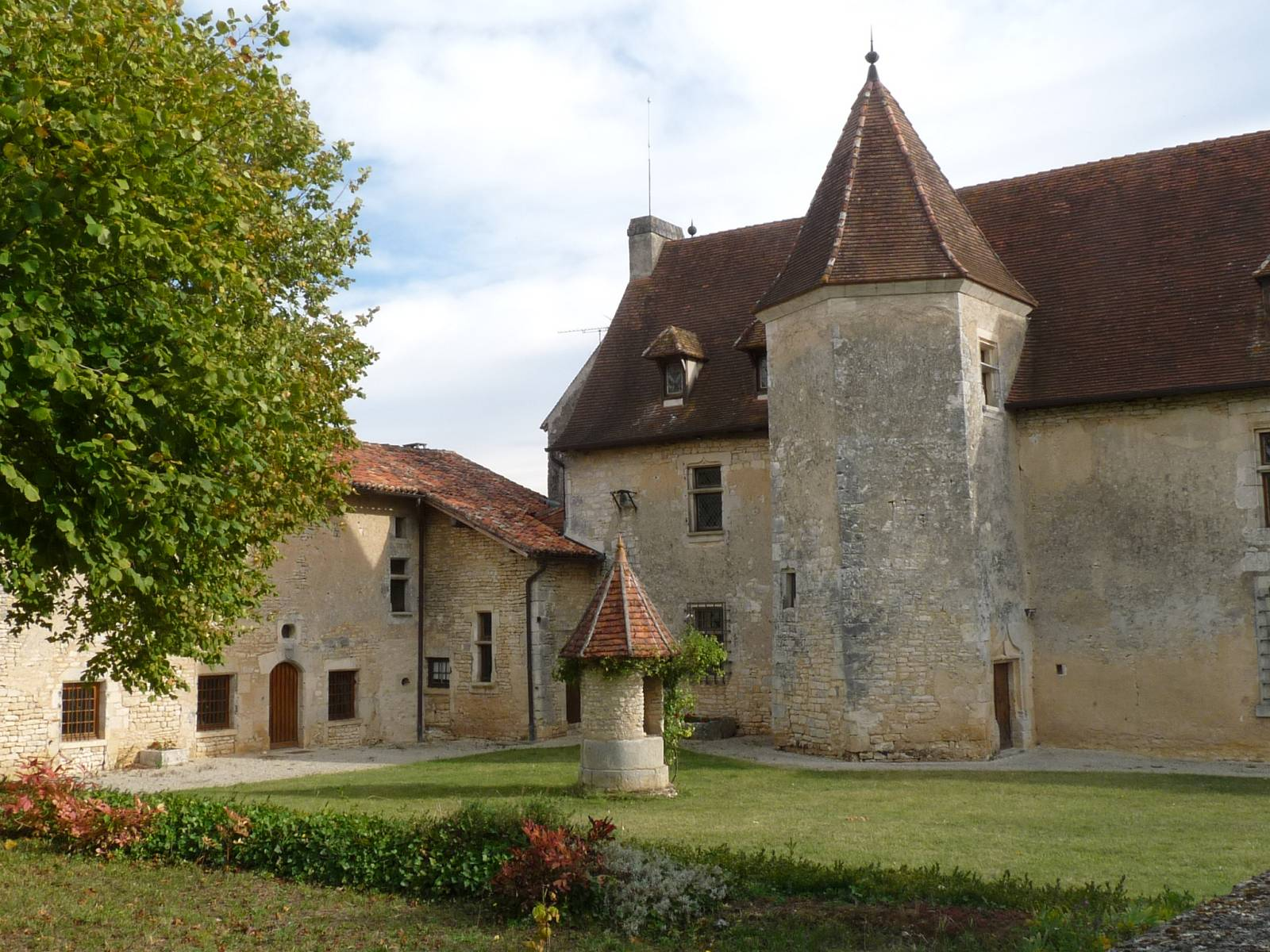
Le château.

Le château de Chenon possède un corps de logis du XVe siècle centré d'une tourelle polygonale renfermant l'escalier à vis et flanqué de deux tours rondes, l'une à toit en poivrière, l'autre arasée. Les ornementations des ouvertures signent le XVe siècle. Il a été inscrit monument historique le 16 décembre 1987.

### L'église Saint-Antoine
L'église paroissiale Saint-Antoine-le-Grand (XIIe siècle) jouxte le château. Elle a été entièrement restaurée en 2007 avec des techniques et matériaux utilisés à l'époque de sa construction, dans une optique de préservation du patrimoine communal. À cette occasion, de magnifiques vitraux retraçant la vie de saint Antoine ont été créés et posés.
Outre quelques pierres tombales (XVIe et XVIIe siècles), l'église abrite également le monument aux morts de la commune ainsi que des vestiges de fresques, parmi lesquelles on retrouve une représentation du blason de la famille Desmier, liée par son histoire à la localité.

L'église Saint-Antoine
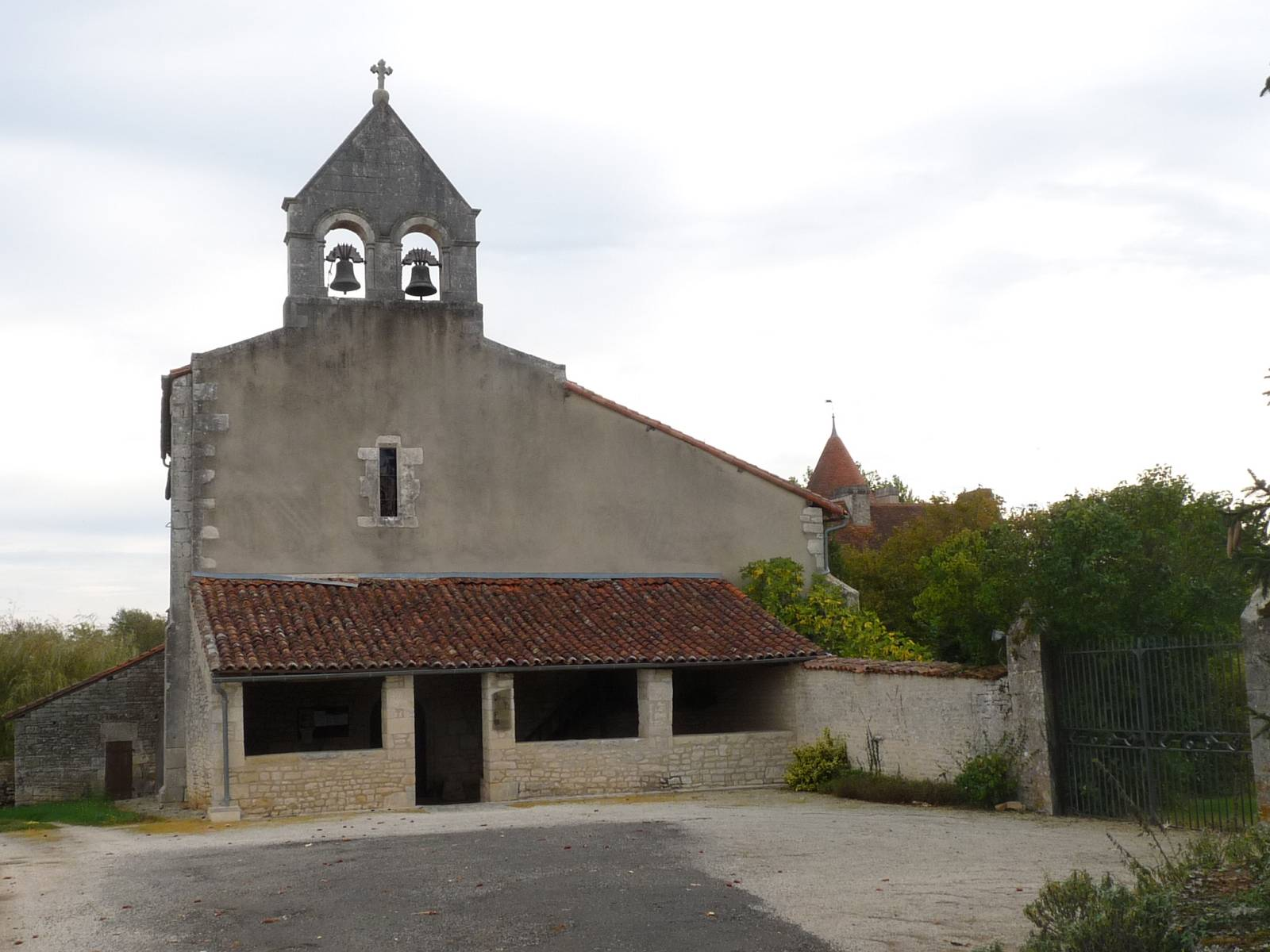
La façade avec son clocher-mur.
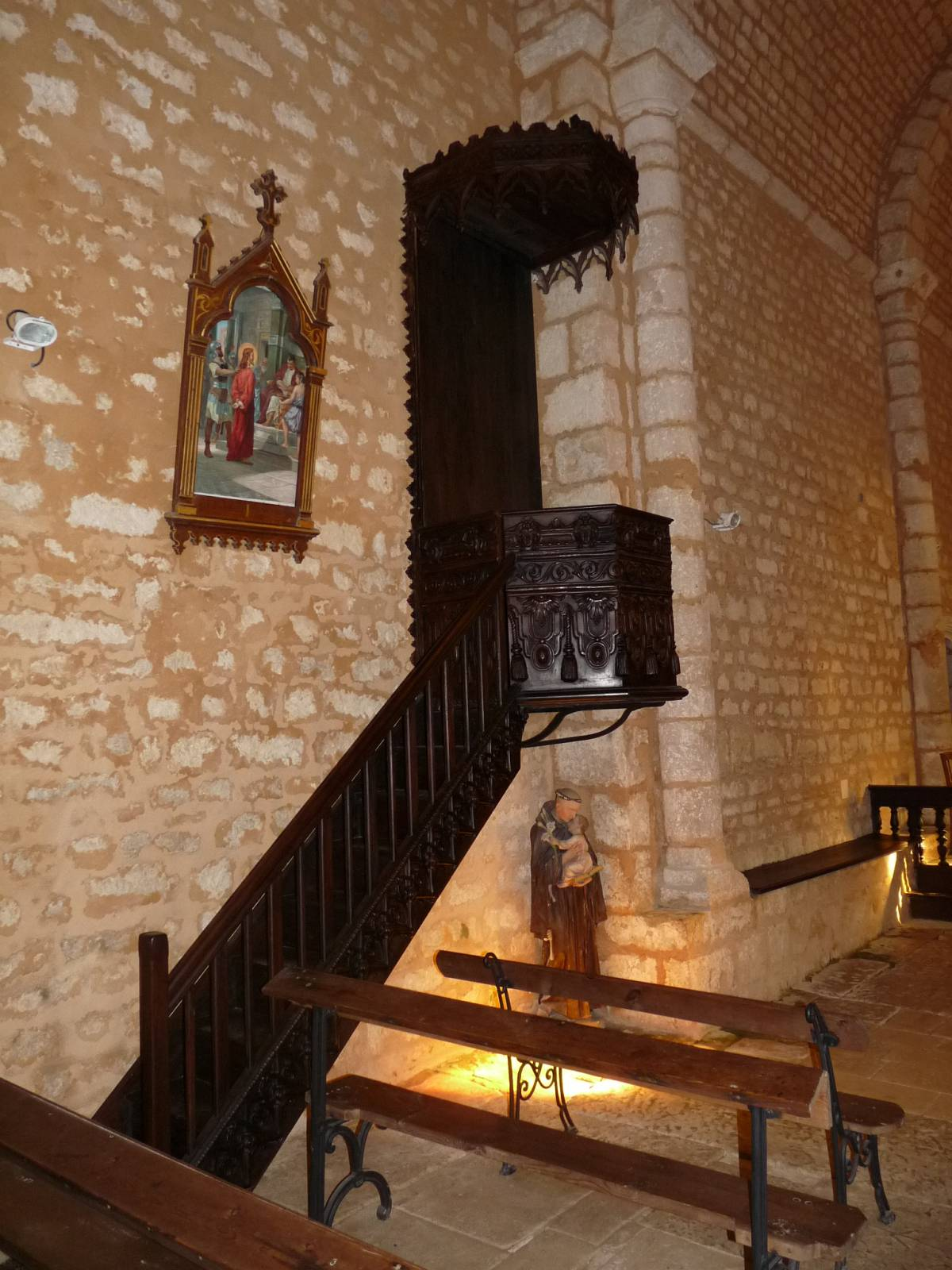
La chaire.
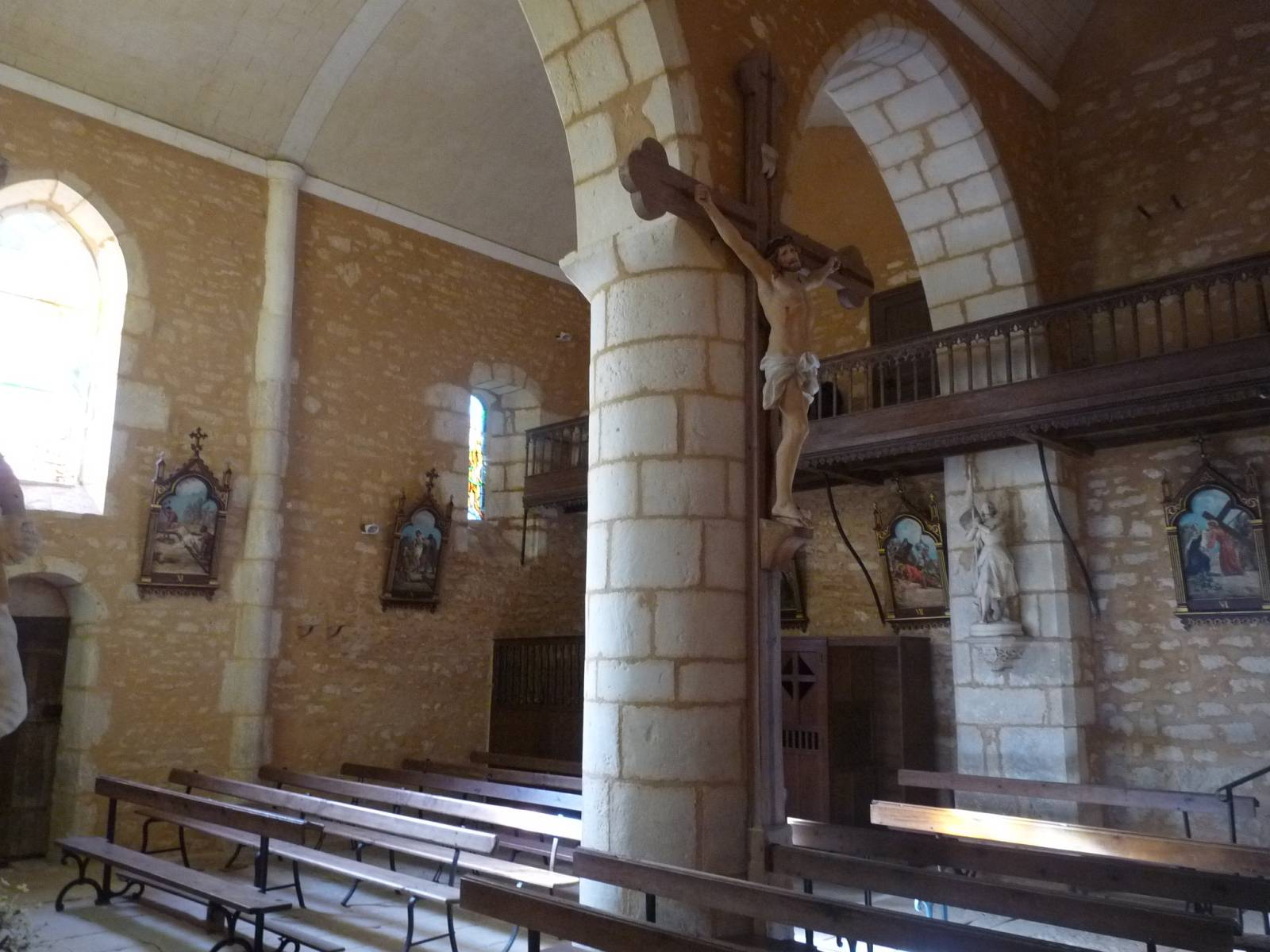
Le collatéral et le Christ en croix.
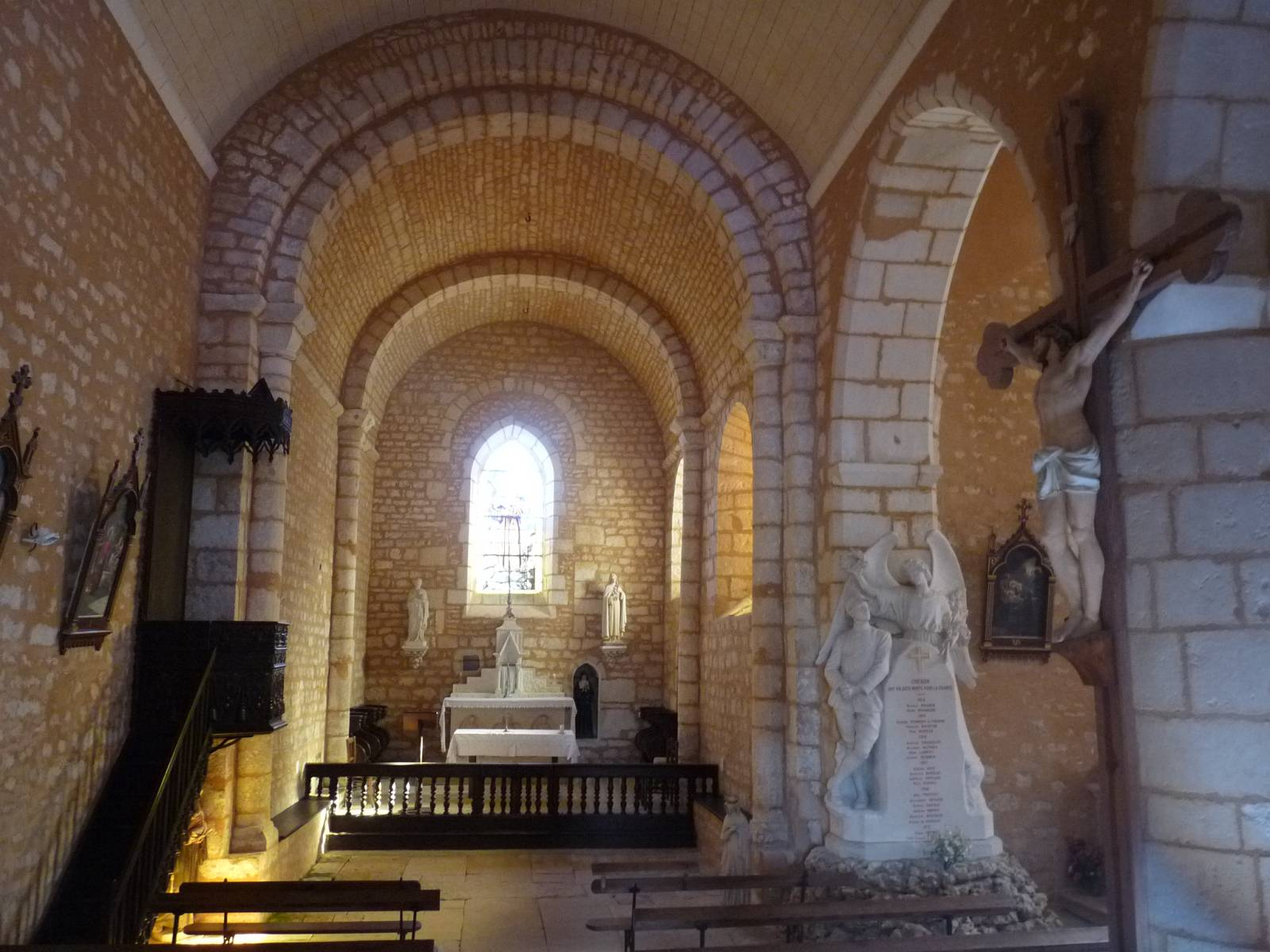
La nef et le chœur.